# T.I. vs T.I.P.
『T.I. vs T.I.P.』は、アメリカのラッパー、T.I.による5枚目のスタジオアルバムである。2007年7月3日にGrand Hustle Records、Asylum Records、Atlantic Recordsからリリースされた。

## 概要
発売初週に約468,000枚を売り上げ、US Billboard 200で首位を獲得、アメリカでプラチナ認定を受けた。アルバムの首位獲得は前作『キング』（2006）年に続き2作連続となった。またカナダで7位を記録、日本のオリコンチャートで最高21位を記録した。
本作のプロデューサーには、ジャスト・ブレイズ、リル・C、ワイクリフ・ジョン、ザ・ランナーズ、デンジャ、エミネム等が参加した。また、ゲストアーティストに、ワイクリフ・ジョン、ジェイZ、アルファ・メガ、バスタ・ライムス、ネリー、エミネム等が参加した。
本作のコンセプトは、「T.I.」と、T.I.のオルター・エゴである「T.I.P.」との戦いがテーマとなっている(T.I.は穏健的な大富豪ビジネスマン、T.I.P.は気の荒いハスラーという設定となっている）。

## シングル
本作からは、「Big Things Poppin （Do It）」、「You Know What It Is（feat.ワイクリフ・ジョン）」、「Hurt （feat.アルファ・メガ、バスタ・ライムス）」、「Touchdown （feat.エミネム）」の4作がシングルとしてリリースされた。

## グラミー賞
- 本作は、2008年のグラミー賞のベスト・ラップ・アルバム部門でノミネートされた。
- Mannie Freshプロデュースのシングル「Big Things Poppin' （Do It）」は2008年のグラミー賞のベスト・ラップ・ソロ・パフォーマンス部門、ベスト・ラップ・ソング部門の2部門にノミネートされた。

## 収録曲
1. "Act 1" : T.I.P.
2. "Big Things Poppin （Do It）"
3. "Raw"
4. "You Know What It Is （feat. ワイクリフ・ジョン）"
5. "Da Dopeman"
6. "Watch What You Say To Me （feat. ジェイZ）"
7. "Hurt （feat. アルファ・メガ、バスタ・ライムス）"
8. "Act 2" : T.I.
9. "Help Is Coming"
10. "My Swag （feat. ワイクリフ・ジョン）"
11. "We Do This"
12. "Show It To Me （feat. ネリー）"
13. "Don't You Wanna Be High"
14. "Touchdown （feat. エミネム）"
15. "Act 3" : T.I. vs T.I.P.
16. "Tell Em I Said That"
17. "Respect This Hustle"
18. "My Type"